# Хампа
Хампа (якут.  ) — село в Вилюйском улусе Якутии России. Административный центр и единственный населённый пункт Арылахского наслега. Население — 1012 чел. (2021), большинство — якуты .

## География
Село расположено на западе региона, в восточной части Центрально-Якутской равнины.
Географическое положение
Расстояние до улусного центра — города Вилюйск — 73 км..
Климат
В населённом пункте, как и во всем районе, климат резко континентальный, с продолжительным зимним и коротким летним периодами. Зимой погода ясная, с низкими температурами. Устойчивые холода зимой формируются под действием обширного антициклона, охватывающего северо-восточные и центральные улусы. Средняя месячная температура воздуха в январе находится в пределах от −28˚С до −40˚С..

## История
Согласно Закону Республики Саха (Якутия) от 30 ноября 2004 года N 173-З N 353-III село возглавило образованное муниципальное образование Арылахский наслег.

## Население
| 2002  | 2010  | 2012  | 2013  | 2014 | 2015 | 2016  | 2017  | 2018  | 2019  | 2020  |
| ----- | ----- | ----- | ----- | ---- | ---- | ----- | ----- | ----- | ----- | ----- |
| 1116  | ↘1051 | ↘1036 | ↘1006 | ↘987 | ↗997 | ↗1062 | ↘1059 | ↘1047 | ↘1027 | ↘1010 |
| 2021  |       |       |       |      |      |       |       |       |       |       |
| ↗1012 |       |       |       |      |      |       |       |       |       |       |

Национальный состав
Согласно результатам переписи 2002 года, в национальной структуре населения якуты составляли 94 % от общей численности населения в 1116 чел..

## Инфраструктура
Животноводство (мясо-молочное скотоводство, мясное табунное коневодство)
Хампинский Центр досуга «Эрэл», МБОУ Хампинская средняя общеобразовательная школа им. С. Ф. Гоголева, культурный центр, учреждения здравоохранения и торговли.

## Транспорт
Автодорога федерального значения А331 «Вилюй» — Хампа — Сайылык.